# Сон Те Нам
Сон Те Нам  (кор. 송대남, 5 квітня 1979, Провінція Кьонгі) — південнокорейський дзюдоїст, олімпійський чемпіон.

## Виступи на Олімпіадах
| Олімпіада   | Дисципліна        | Місце |
| ----------- | ----------------- | ----- |
| Лондон 2012 | середня категорія | 1     |